# Psyttalia subsulcata
Psyttalia subsulcata är en stekelart som först beskrevs av Granger 1949.  Psyttalia subsulcata ingår i släktet Psyttalia och familjen bracksteklar. Inga underarter finns listade i Catalogue of Life.